# Kexby, North Yorkshire
Kexby är en civil parish i Storbritannien.   Den ligger i kommunen City of York och riksdelen England, i den centrala delen av landet, 280 km norr om huvudstaden London. Antalet invånare är 231.